# Ancylistes gibbicollis
Ancylistes gibbicollis is een keversoort uit de familie van de boktorren (Cerambycidae). De wetenschappelijke naam van de soort werd voor het eerst geldig gepubliceerd in 1897 door Fairmaire.